# Prințesa Alexandrine a Prusiei (1842–1906)
Pentru fiica lui Frederic Wilhelm al III-lea al Prusiei, vezi Prințesa Alexandrine a Prusiei.
Prințesa Frederica Wilhelmina Louise Elisabeth Alexandrine a Prusiei (1 februarie 1842 — 26 martie 1906) a fost membră a Casei de Hohenzollern ca fiică a Prințului Albert al Prusiei și a primei lui soții, Prințesa Marianne a Țărilor de Jos.

## Familie

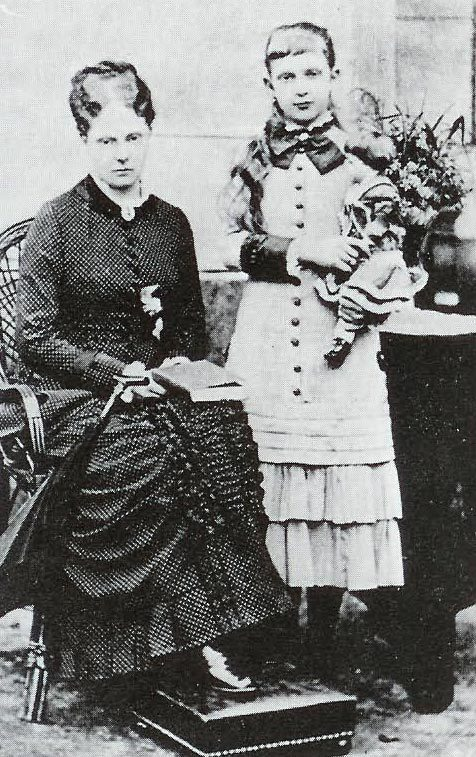
Alexandrine și sora ei mai mare, Charlotte Frederica.

Alexandrine ('Addy') a fost copilul cel mic al Prințului Albert al Prusiei și a soției acestuia, Prințesa Marianne a Țărilor de Jos. A fost numită după mătușa ei (și mai târziu soacra ei), Marea Ducesă de  Mecklenburg-Schwerin. A avut doi frați mai mari: Prințesa Charlotte Frederica care s-a căsătorit cu Ducele de Saxa-Meiningen și a murit la 23 de ani, și Prințul Albert care a devenit regent al ducatului Brunswick. 
Părinții ai au divorțat la 28 martie 1849. Mai târziu, tatăl ei s-a recăsătorit morganatic în 1853 cu una din doamnele de onoare, Rosalie von Rauch, care a fost numită Contesă de Hohenau. Cuplul a avut doi fii.

De asemenea, mama ei s-a recăsătorit morganatic cu fostul vizitiu Johannes van Rossum. 
În timpul căsătoriei tulburente a părinților ei, Alexandrine a fost aproape adoptată de unchiul ei care nu avea copii și soția acestuia, regele Frederic Wilhelm al IV-lea al Prusiei și regina Elisabeta Ludovica de Bavaria.

## Căsătorie

### Perspective
Alexandrine a fost considerată ca o mireasă potențială pentru tânărul cu un an mai mare decât ea, Albert Eduard, Prinț de Wales (viitorul Eduard al VII-lea al Regatului Unit), dar nu a fost considerată suficient de "inteligentă sau drăguță" de sora mai mare a acestuia, Prințesa Moștenitoare Victoria ('Vicky') a Prusiei. Prințul s-a căsătorit cu Alexandra a Danemarcei.
În ciuda comentariului ei, Vicky a avut o slăbiciune pentru Alexandrine, scriindu-i mamei sale că ea a fost "de altfel o fată excelentă și mult admirată aici"; Alexandrine avea un milion de dolari de la mama ei iar averea ei ar fi devenit și mai mare când s-ar fi căsătorit. Prin urmare, Vicky încercat să o căsătorească cu o altă rudă britanică, Prințul George, Duce de Cambridge. Totuși nici acest plan nu a avut succes.

### Căsătorie

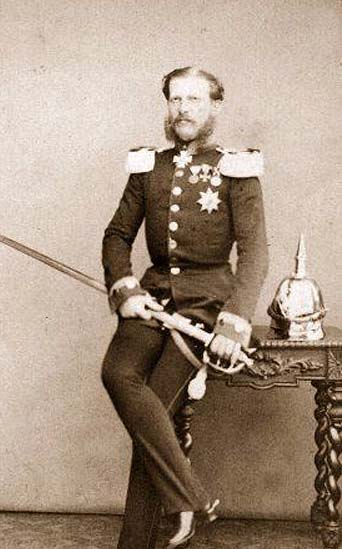
Soțul Alexandrinei, Ducele Wilhelm.

La 9 decembrie 1865, Alexandrine s-a căsătorit cu vărul ei mult mai în vârstă, Ducele Wilhelm de Mecklenburg-Schwerin  (1827–1879). El era fiul cel mic al lui Paul Friedrich, Mare Duce de Mecklenburg-Schwerin și a mătușii Alexandrinei după numele cărei a fost botezată, Prințesa Alexandrine a Prusiei. 
Wilhelm era cunoscut pentru caracterul libertin și pentru faptul că-i plăcea alcoolul așa că a fost o surpriză faptul că recent văduva și pioasa regina Elisabeta a consimțit la căsătorie.  În două ocazii Wilhelm a lipsit de la comanda armatei prusace și a cerut-o în căsătorie pe celebra balerină Marie Taglioni; era considerat "oaia neagră" a familiei.
Fratele mai mare al lui Wilhelm, Frederic Francisc al II-lea, Mare Duce de Mecklenburg, avea deja mulți copii din cele două căsătorii așa că nu existau șanse ca Wilhelm și Alexandrine să succeadă la tronul ducatului Mecklenburg-Schwerin. În timpul căsătoriei, cuplul a locuit la Palatul Bellevue din Berlin.

Mariajul nu a fost fericit, ea a încercat să scape de câteva ori însă a fost forțată să se întoarcă de mătușa și soacra ei Alexandrine. William a reușit cu greu să obțină o comandă lipsită de importanță în armata prusacă în timpul războiului franco-prusac. El a fost grav rănit de o explozie în timpul războiului, dar a continuat să trăiască până în 1879. Cuplul a avut o fiică:
- Ducesa Charlotte de Mecklenburg-Schwerin (7 noiembrie 1868 - 20 decembrie 1944); s-a căsătorit cu Prințul Heinrich XVIII Reuss de Köstritz și a avut copii.

După decesul soțului ei, Alexandrine și-a dedicat viața fiicei ei și a apărut rar în public. Alexandrine a murit la 26 martie 1906 la Schloss Marley, în apropiere de Potsdam, Brandenburg, Germania. Palatul Bellevue a fost ocupat de Prințul Eitel Friedrich al Prusiei și de noua lui mireasă Ducesa Sofia Charlotte de Oldenburg.